# Gnathoclita laevifrons
Gnathoclita laevifrons är en insektsart som beskrevs av Max Beier 1960. Gnathoclita laevifrons ingår i släktet Gnathoclita och familjen vårtbitare. Inga underarter finns listade i Catalogue of Life.